# Бухарник шерстистый
Буха́рник шерсти́стый (лат. Hólcus lanátus) — типовой вид рода Бухарник (Holcus) семейства Злаки (Poaceae).

## Этимология названия
Видовой эпитет лат. lanatus в переводе обозначает «шерстистый», что указывает на опушённость растения.

## Ботаническое описание

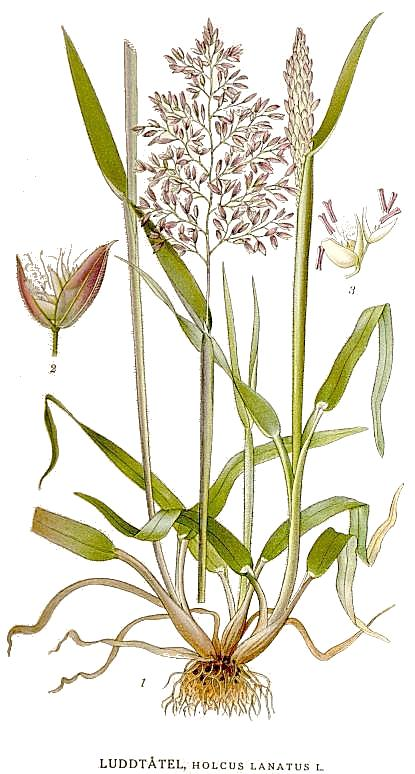

Многолетнее травянистое растение с бархатистыми серо-зелёными листьями. Поросль расходится по кругу. У основания эти отпрыски бело-розовые, с полосками или жилками — эта особенность используется при идентификации. Лигула (язычок) 1-4 мм длиной, с притуплённым концом, опушённая.
Соцветие — крепкий колос или метёлка, часто слегка пурпурная. Ости цветковых чешуй крючковидные и не выступают за концы колосковых чешуй.
Растение производит огромное количество семян и быстро заселяет окружающую землю.
Бухарник шерстистый отличается от бухарника мягкого (лат. Holcus mollis) по неопушённым узлам соломины, а также отсутствием корневища.
Бухарник шерстистый предпочитает влажную почву и часто встречается по берегам сточных канав.
Размножается вегетативно развитием поросли, а также делением корней в узлах. Растения формируют густую дернину из стелющихся побегов. На конце отпрысков иногда формируются наполовину поднимающиеся розетки. Они особо хорошо развиваются на увлажнённой почве.

## Распространение
Изначально вид встречался в Европе, умеренных областях Азии и Северной Африке, но был искусственно завезён в Северную Америку и другие регионы с умеренным климатом. В некоторых частях Северной Европы он является обыкновенной пастбищной травой, а в Северной Америке он стал инвазивным видом.

## Гибриды
Мужской стерильный гибрид бухарника шерстистого с бухарником мягким имеет 2n = 21 хромосому. По морфологическим чертам гибриды похожи на бухарник шерстистый.

## Условия обитания
В Европе, при исследовании семян зерновых на загрязнённость, бухарник шерстистый был найден в 1% проб. Этот вид является индикатором бедных почв с небольшим запасом питательных веществ или слабо-дренированных. Он нечувствителен к колебаниям pH почвы, однако лучше всего растёт при pH равном 5,0 — 7,5. 
Демонстрирует климатическую чувствительность на большом диапазоне высот.  При определённых условиях для него оказываются губительны сильные морозы. Также он не выносит вытаптывания из-за уплотнения почвы. В некоторых европейских странах удаётся подавить его рост за счёт увеличения в почве доступных калия и фосфора, а также увеличивая питательность почвы и её дренаж, однако этот метод в Северной Америке неэффективен.

## Значение и применение
Даёт значительный урожай, но кормовая ценность растения низкая. На пастбищах животными избегается или поедается неохотно из-за опушенности всего растения, овцы поедают только молодые листья. В сене почти не поедается. 

### Вредный сорняк
В Австралии бухарник шерстистый является одним из главных сорняков. Зимой он растёт, а летнюю засуху переносит на стадии семени. Перекрёстное опыление цветков осуществляется ветром. Через 5-9 дней после цветения семена приобретают всхожесть, а через 20 дней они становятся полностью способными к прорастанию в молодое растение. Семена распространяются с июня до начала осени. Число семян от одного растения колеблется от 177 тыс. до 240 тыс. в зависимости от времени появления.

### Инвазивный вид
Бухарник шерстистый является инвазивным видом в естественных пастбищах, а также разрушает другие экосистемы. В Национальном парке Йосемити он является одним из девяти наиболее важных сорняков. На месте своего обитания он образует плотные скопления, не давая расти другим растениям, в том числе может уменьшить численность или уничтожить даже местные злаки.

## Экология
В естественных местах обитания бухарник шерстистый является источником пищи для разных бабочек, таких как краеглазка эгерия (лат. Pararge aegeria), буроглазка Мегера (лат. Lasiommata megera) и, особенно, Thymelicus sylvestris, редко — Thymelicus lineola. Может произрастать в различных растительных сообществах, например, болотистых лугах.

## Синонимика
- Aira holcus-lanatus Vill., nom. illeg.
- Avena lanata (L.) Koeler
- Avena lanata (L.) Cav.
- Avena pallida Salisb., nom. illeg.
- Ginannia lanata F.T.Hubb.
- Ginannia pubescens Bubani, nom. illeg.
- Holcus aestivalis Jord. & Fourr.
- Holcus argenteus C.Agardh ex Roem. & Schult.
- Holcus glaucus Willk.
- Holcus grurnosus Sennen, nom. inval.
- Holcus intermedius Krock.
- Holcus muticus Kunze
- Holcus oriolis Sennen & Gonzalo
- Holcus tuberosus Salzm. ex Trin.
- Nothoholcus lanatus (L.) Nash
- Notholcus lanatus (L.) Nash ex Hitchc.

|                                                                           |  |  |  |
| Слева направо: соцветие, цветок с пыльниками, стебель с листьями и лигула |  |  |  |